# جون بوغارت
جون بوغارت (بالإنجليزية: John Bogart)‏ هو مهندس مدني أمريكي، ولد في 8 فبراير 1836 في ألباني في الولايات المتحدة، وتوفي في 25 أبريل 1920 في مانهاتن في الولايات المتحدة بسبب ذات الرئة.